# Leptoquark
Leptoquarks (X- und Y-Bosonen) sind hypothetische Elementarteilchen, die gleichzeitig an Quarks und Leptonen koppeln. Sie werden in einer Reihe von Modellen jenseits des Standardmodells der Teilchenphysik postuliert, z. B. in feldtheoretischen GUT-Modellen wie dem Georgi-Glashow-Modell, konnten jedoch bislang nicht experimentell nachgewiesen werden.
Leptoquarks ermöglichen die Umwandlung von Leptonen in Quarks und umgekehrt und erklären die betragsmäßige Gleichheit der Ladung von Proton und Elektron. Ihre Existenz könnte auch erklären, warum es genauso viele Quarks wie Leptonen gibt, sowie viele weitere Ähnlichkeiten des Quark- und Leptonsektors.

## Eigenschaften
Die zwölf Leptoquarks wurden erstmals von Jogesh Pati und Abdus Salam in einem SU(4)-Modell eingeführt, in dem die Leptonenzahl als vierte Farbladung behandelt wurde. Nach diesem Modell haben sie ganzzahligen Spin (0 oder 1) und tragen elektrische Ladung sowie Farbe:
| Farbladung   | Farbladung | rot                            | grün                           | blau                           |
| ------------ | ---------- | ------------------------------ | ------------------------------ | ------------------------------ |
|              | Q          | X-Bosonen                      | X-Bosonen                      | X-Bosonen                      |
| Teilchen     | +4/3       | {\displaystyle X^{r}\!\,}      | {\displaystyle X^{g}\!\,}      | {\displaystyle X^{b}\!\,}      |
| Antiteilchen | −4/3       | {\displaystyle {\bar {X}}^{r}} | {\displaystyle {\bar {X}}^{g}} | {\displaystyle {\bar {X}}^{b}} |
|              | Q          | Y-Bosonen                      | Y-Bosonen                      | Y-Bosonen                      |
| Teilchen     | +1/3       | {\displaystyle Y^{r}\!\,}      | {\displaystyle Y^{g}\!\,}      | {\displaystyle Y^{b}\!\,}      |
| Antiteilchen | −1/3       | {\displaystyle {\bar {Y}}^{r}} | {\displaystyle {\bar {Y}}^{g}} | {\displaystyle {\bar {Y}}^{b}} |

Starke Schranken an ihre Kopplungskonstantenprodukte – insbesondere bei Leptoquarks, die an links- und rechtshändige Quarks koppeln – können aus leptonischen Mesonenzerfällen (z. B. dem Pionenzerfall) abgeleitet werden.
Die Leptoquark-Lagrangefunktion enthält neben Termen, die die gleiche Form haben wie in der supersymmetrischen Lagrangefunktion, weitere, pseudoskalare Wechselwirkungen. Durch Ausschluss dieser pseudoskalaren Wechselwirkungen können aus den Schranken an Leptoquark-Wechselwirkungen die entsprechenden Schranken an R-paritätsverletzende supersymmetrische Wechselwirkungen gewonnen werden.

## Einteilung
Die Klassifikation von Buchmüller, Rückl und Wyler (BRW-Klassifikation) teilt Leptoquarks nach dem Spin (0 oder 1), der Fermionenzahl (0 oder 2), dem schwachen Isospin und der Kopplung an links- oder rechtshändige Fermionen ein.

## Zerfallsmodi
Ein X-Boson hätte folgenden Zerfallsmodus:
X → u + u
X → e+ + d
wobei die beiden Zerfallsprodukte jeweils entgegengesetzte Chiralität aufweisen.
Ein Y-Boson hätte folgenden Zerfallsmodus:
Y → e+ + u
Y → d + u
Y → d + νe
wobei das erste Zerfallsprodukt jeweils linkshändig und das zweite rechtshändig wären.
Dabei bezeichnet u das Up-Quark, d das Down-Quark, e+ das Positron (Anti-Elektron) und νe das Elektron-Antineutrino. Ähnliche Zerfallsprodukte gibt es für die anderen Teilchen-Generationen.
Bei diesen Reaktionen sind weder die Leptonenzahl L noch die Baryonenzahl B erhalten (was den Protonenzerfall erlaubt), aber die Differenz B − L.
Unterschiedliche Zerfallsraten des X-Bosons und seines Antiteilchens (ähnlich wie beim K-Meson) könnten die Baryogenese zu Beginn unseres Universums erklären. Man nimmt an, dass Leptoquarks nur in einer sehr kurzen Periode, am Ende der GUT-Ära kurz nach dem Urknall, existiert haben. Dann zerfielen sie in Quarks und Leptonen und bildeten, den Theorien entsprechend, die Asymmetrie zwischen Materie und Antimaterie aus.